# Падерно Франчакорта
Падерно Франчакорта (итал. Paderno Franciacorta) је насеље у Италији у округу Бреша, региону Ломбардија.
Према процени из 2011. у насељу је живело 3423 становника. Насеље се налази на надморској висини од 177 м.

## Становништво
Према резултатима пописа становништва 2011. у општини је живело 3.699 становника.
| 1951. | 1961. | 1971. | 1981. | 1991. | 2001. | 2011. |
| ----- | ----- | ----- | ----- | ----- | ----- | ----- |
| 1.969 | 1.992 | 2.266 | 2.548 | 2.831 | 3.379 | 3.699 |